# Lev Mantula
Lev Mantula (Sarajevo, 8 de dezembro de 1928 - 1 de dezembro de 2008) foi um futebolista e treinador iugoslavo que atuava como meia.

## Carreira
Lev Mantula fez parte do elenco da Seleção Iugoslava de Futebol, na Copa do Mundo de  1954.